# Atrakcyjność
Atrakcyjność, także atrakcja – właściwość powodująca zainteresowanie, pożądanie lub przyciąganie do czegoś lub kogoś. Atrakcja może również odnosić się do samego obiektu atrakcji tak jak w przypadku atrakcji turystycznej.

## Atrakcyjność fizyczna
Atrakcyjność fizyczna to postrzeganie cech fizycznych danej jednostki jako przyjemne lub piękne. Może ona uwzględniać różne aspekty, takie jak atrakcyjność seksualna, uroczość, podobieństwo i budowa ciała. Ocena atrakcyjności cech fizycznych jest po części uniwersalna dla wszystkich kultur i po części zależy od kultury czy społeczeństwa lub okresu czasu, po części jest biologiczna, a po części subiektywna i indywidualna.